# Щапов Петро Петрович
Петро́ Петро́вич Ща́пов (1870—1939) — російський купець, філателіст. Батько металознавця, доктора технічних наук Миколи Щапова.
Останній власник фірми «Брати Петро та Ілля Щапови» в Москві. Діяч Московського купецького зібрання.
Один із засновників Державної колекції марок у Музеї зв'язку в Санкт-Петербурзі, куди передав свою унікальну колекцію.